# Hypatopa rego
Hypatopa rego  (лат.) — вид мелких молевидных бабочек рода Hypatopa из семейства сумрачные моли (Blastobasidae, Gelechioidea). Эндемик Коста-Рики (Центральная Америка). Длина передних крыльев от 4,2 до 5,3 мм. Окраска передних крыльев палево-коричневая с примесью коричневых чешуек; скапус усика покрыт палево-коричневыми чешуйками (с беловатыми вершинами);задние крылья и хоботок палево-коричневые; жгутик усика коричневато-серый. Обладает сходством с видом Hypatopa styga отличаясь от него деталями строения гениталий. Вид был впервые описан в 2013 году американским лепидоптерологом Дэвидом Адамски (David Adamski, Department of Entomology, Национальный музей естественной истории, Смитсоновский институт, Вашингтон). Название вида происходит от латинского слова regula (прямая линия).